# Edgardo Bauza
Pour les articles homonymes, voir Bauza.
Edgardo Bauza est un ancien footballeur argentin, né le 26 janvier 1958 à Granadero Baigorria (en) (province de Santa Fe, Argentine), qui évoluait au poste de défenseur. Reconverti en entraîneur, il a notamment gagné deux Copa Libertadores avant de devenir sélectionneur de l'équipe d'Argentine, qu'il a dirigée durant huit matchs, à l'occasion des qualifications pour la Coupe du monde 2018.

## Biographie

### Le joueur

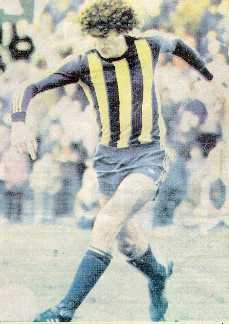
Bauza en 1982 avec Rosario Central.

Bauza a passé la majorité de sa carrière au Club Atlético Rosario Central, club avec lequel il a remporté 2 championnats nationaux (1980 et 1986-1987). Au cours des 310 matchs qu'il a joué sous le maillot des Canallas, il a inscrit 80 buts en championnat, ce qui en fait le défenseur le plus prolifique de l'histoire du championnat Argentin. 
En 1983, il signe en faveur du club colombien de Atlético Junior. Lors de sa première saison en Colombie, il rate de peu le titre de champion, Junior concédant ce dernier à l'América de Cali pour moins d'un point. La saison suivante est moins fructueuse, puisque lui et son club ne se classent que 5e.
Il choisit alors de revenir en Argentine, mais cette fois sous les couleurs de l'Independiente. El Patón peine toutefois à prendre place dans le club, qui est alors l'un des tout meilleurs au monde (Los Diablos Rojos on en effet remporté la Copa Libertadores et la Coupe intercontinentale la saison précédente). Lors de la saison 1985-86, il dispute que 7 matchs (1 but), ce qui le pousse à quitter le club Roi des Coupes, pour retourner à son club de toujours, Rosario Central avant de tenter, 3 ans plus tard, une dernière expérience à l'étranger, au Tiburones Rojos de Veracruz, où il mettra fin à sa carrière à l'issue de la saison 1991.
Il a été sélectionné à trois reprises en équipe d'Argentine. Retenu par Carlos Bilardo pour la Coupe du monde 1990 qui se déroulait en Italie, il ne disputa pas le moindre match.

### L'entraîneur

#### Rosario
Après avoir mis un terme à sa carrière de joueur, il se reconvertit comme entraîneur. Il occupa tout d’abord ce poste dans son club de cœur, Rosario Central, en 1998. Avec les jaunes et bleus il obtint le titre de vice-champion du tournoi d’ouverture argentin de 1999, ainsi qu’une place de finaliste de la Coupe CONMEBOL 1998. Il réussit également à qualifier les Rosarinos pour la coupe CONMEBOL 1999 et la coupe Libertadores 2000 et 2001. Lors de cette dernière il parvint d’ailleurs à qualifier son club pour la demi-finale de la compétition. Ces succès internationaux eurent toutefois pour conséquence de rendre moins performante son équipe sur le plan national. Au cours du tournoi de clôture 2001, Rosario fit un très mauvais championnat terminant même à la dernière place. Le contrat de Bauza ne fut pas renouvelé. 

#### L'exil péruvien
Après des passages discrets par deux autres clubs argentins (Vélez Sarsfield, et Colón de Santa Fe) et quelques mois passés comme consultant pour la télévision, Bauza choisit de s’exiler en 2004 au Pérou pour prendre la direction du Sporting Cristal, l’un des clubs les plus populaires du pays avec lequel il remporte le tournoi de clôture 2004 et se hisse sur la seconde marche du championnat national. Il sera néanmoins renvoyé pour résultats insuffisant par les dirigeants péruviens. Il retourne alors à Cólon pour la saison 2005-06.

#### Quito et les sommets
Nouveau départ à l'issue de la saison 2006 où il rejoint la Liga Deportiva Universitaria de Quito, en Équateur. 3e avec le club quiténien en 2006, il qualifie le club pour la coupe Libertadores. En dépit d’un début de saison 2007 difficile, Bauza réussi à redresser la barre et parvient à hisser Liga sur la troisième marche du podium à l’issue de la première moitié de championnat. Le club fait encore mieux lors de la seconde moitié, terminant en tête du classement. Lors des séries éliminatoires, les Albos se classent premiers et rapportent le titre national pour la seconde fois depuis la remontée du club en Serie A en 2002. En parallèle, Liga ne parvient pas à passer la phase des poules de la Libertadores 2007. 
2008 reste la grande année de Bauza. Car si Liga perd son titre au profit de « l’ennemi » du Deportivo Quito, les Albos réalisent dans le même temps un véritable exploit en Libertadores. Deuxième de sa poule derrière Fluminense mais devant les argentins de l’Arsenal et les paraguayens du Libertad, Bauza permet à son club de disputer la phase finale de la compétition. Phase finale durant laquelle son équipe sera inarrêtable  sortant tour à tour les argentins d’Estudiantes et de San Lorenzo avant d’éliminer aux penalties les mexicains de l’America en demi-finale et de retrouver les brésiliens de Fluminense - avec qui ils étaient en poule - en finale.
Lors de la finale aller, les Équatoriens dominent largement les Brésiliens, écrasant ces derniers sur un score sans appel de 4 à 2. Le match retour au Brésil est lui plus compliqué. En dépit de l’ouverture rapide du score par Luis Bolaños, l’homme du match aller, les Quiténiens vont encaisser 3 buts par Thiago Neves et devoir lutter pendant près d’une heure pour atteindre les penalties. Penalties durant lesquels, le vétéran José “Pancho” Cevallos va se distinguer en repoussant trois tentatives des brésiliens dont celle de Thiago Neves, offrant ainsi pour la première fois le titre suprême à un club équatorien.
À la faveur de cette Victoire historique, Bauza – qui annoncé le 17 décembre 2008 qu’il va quitter le club de la capitale Équatorienne - gagne le droit de disputer le mondial des clubs au Japon. Entré en demi-finale, tout comme Manchester United dans l’autre tableau, Liga se débarrasse facilement des mexicains de Pachuca et rencontre les Red Devils en finale. Ils tiendront la dragée haute au mancuniens mais ne sauront profiter de l’expulsion de Vidic à l’heure de jeu. En supériorité numérique, les hommes de Bauza encaisseront un but à la 72e minute par Wayne Rooney. 
En dépit de cette défaite, il reste malgré tout le premier entraîneur d’un club équatorien à avoir obtenu un titre continental. Il est d’ailleurs élu meilleur technicien sud-américain par le quotidien uruguayen El Pais et quelques jours plus tard il est classé troisième meilleur entraîneur du monde par l’IFFHS derrière Sir Alex Ferguson et Dick Advocaat.

#### Expérience en Arabie Saoudite
Il rejoint pour la saison 2009 le club saoudien d’Al Nasr Riyad avec un contrat estimé à 5M$ à la clef. Mais dès la fin de la saison, il retournera à Quito pour y reprendre du service après la démission de Jorge Fossati qui lui avait succédé, parti à l’Internacional Porto Alegre. 

#### Retour à Liga
L’occasion pour l’argentin d’ajouter deux nouvelles lignes à son palmarès puisqu’en 2010 il permet à son club de remporter pour la deuxième année consécutive la Recopa Sudamericana devant Estudiantes de La Plata (2-1 sur l’ensemble des deux matchs), ainsi que le titre de champion d'Équateur 2010 devant Emelec.

## Palmarès

### de joueur
- Finaliste de la Coupe du monde 1990 avec l'équipe d'Argentine
- Champion d'Argentine (National) en 1980 avec le CA Rosario Central
- Champion d'Argentine en 1987 avec le CA Rosario Central

### d'entraîneur
- Rosario Central
  - Vice Champion d'Argentine (Tournoi d'ouverture): 1999
  - Coupe CONMEBOL Finaliste: 1998
- Sporting Cristal
  - Champion du Pérou (Tournoi de clôture) (1) : 2004
- LDU Quito
  - Copa Libertadores (1) : 2008
  - Recopa Sudamericana (1): 2010
  - Coupe du monde des clubs de la FIFA Finaliste: 2008
  - Champion d'Équateur (2) :  2007, 2010
  - Vice-champion (1) : 2008
- San Lorenzo
  - Copa Libertadores (1) : 2014